# Villanueva de la Vera
Villanueva de la Vera ist ein westspanisches Dorf und eine Gemeinde (municipio) mit 2.110 Einwohnern (Stand: 2024) im Nordosten der Provinz Cáceres (Extremadura). Wegen der regionaltypischen Architektur, die fast unverändert überliefert wurde, gilt Villanueva de la Vera mit dem kulturellen Erbe zum Conjunto histórico-artístico. 

## Lage und Klima
Villanueva de la Vera liegt in einem von Bergbächen durchzogenen Gebiet im Westen der Comarca La Vera in einer Höhe von 500 m. 

## Bevölkerungsentwicklung
| Jahr      | 1970 | 1981 | 1991 | 2001 | 2011 | 2021 |
| Einwohner | 2603 | 2294 | 2076 | 1978 | 2109 | 2114 |

Aufgrund der Mechanisierung der Landwirtschaft und der damit zusammenhängenden Aufgabe bäuerlicher Kleinbetriebe („Höfesterben“) in der zweiten Hälfte des 20. Jahrhunderts ist die Einwohnerzahl der Gemeinde deutlich gesunken.

## Sehenswürdigkeiten
- Kirche der Unbefleckten Empfängnis
- Antoniuskapelle
- Rathaus

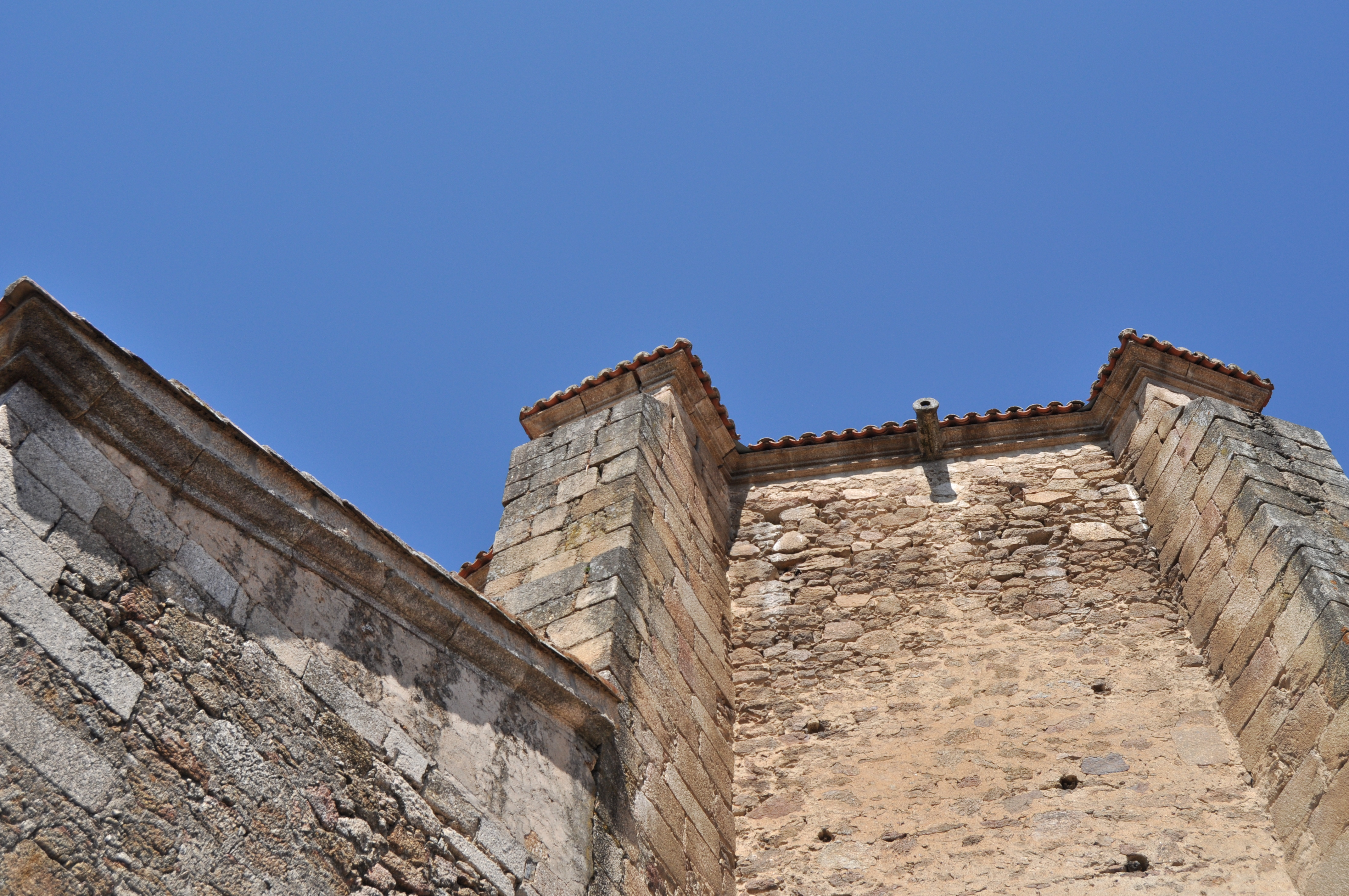
Kirche der unbefleckten Empfängnis
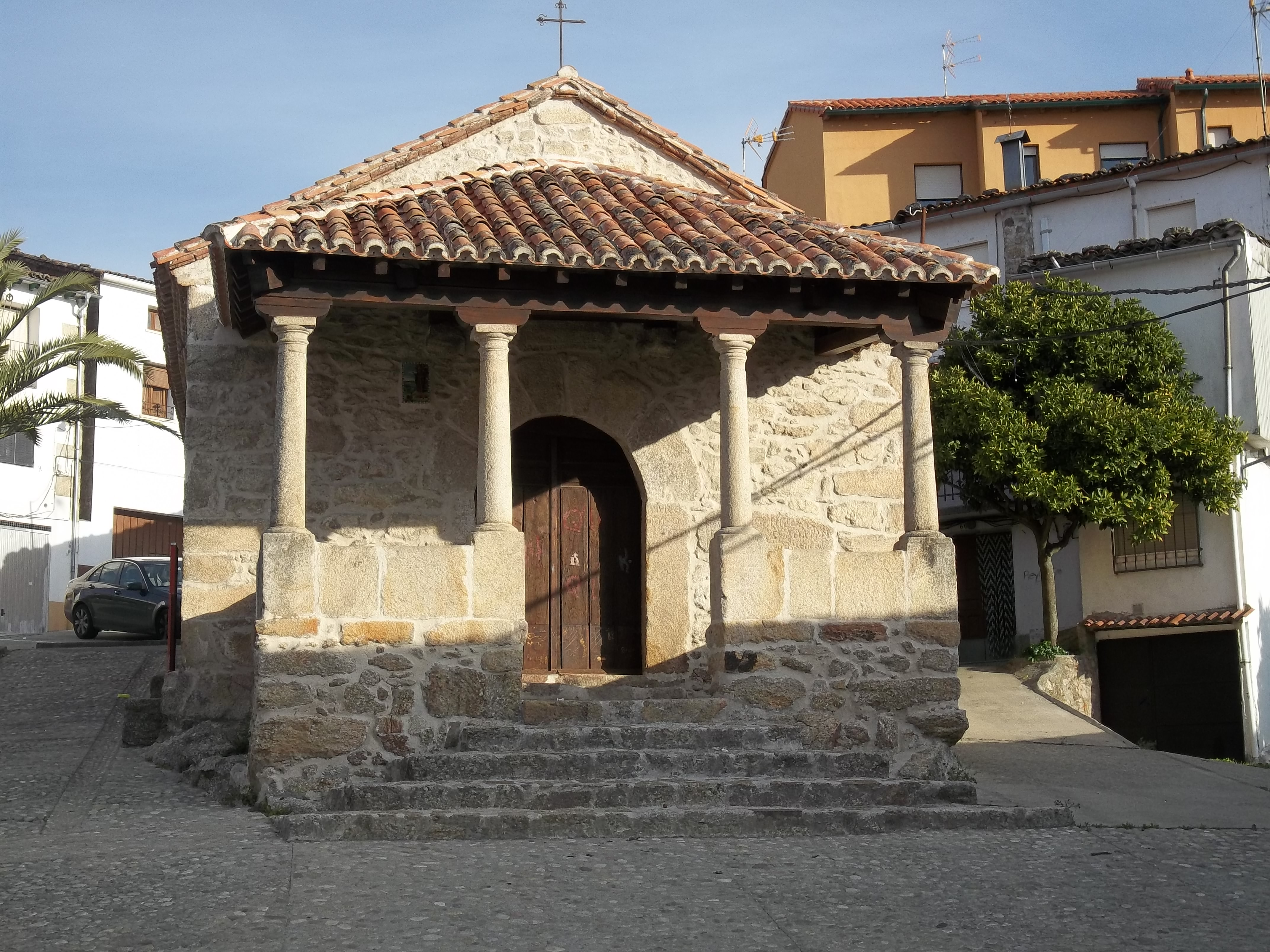
Antoniuskapelle
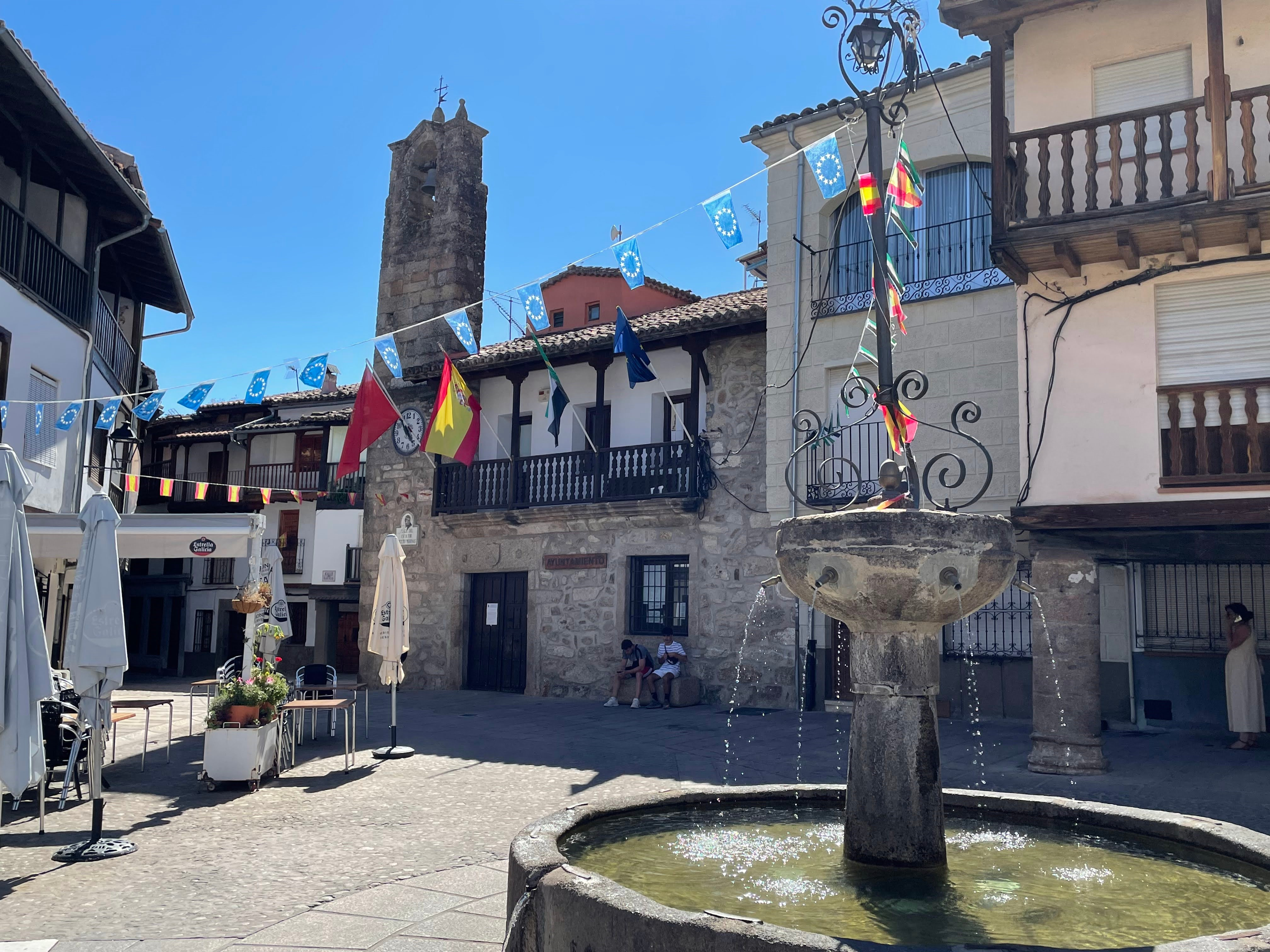
Rathaus